# Bandiera di Wallis e Futuna

Il tricolore francese, bandiera ufficiale di Wallis e Futuna.

L'unica bandiera ufficiale di Wallis e Futuna è la bandiera della Francia, in quanto Wallis e Futuna è una collettività d'oltremare francese e, nello specifico, un Territorio di isole. Esiste tuttavia una bandiera non ufficiale di uso locale. La bandiera è a sfondo rosso con una bandiera francese bordata di bianco nel cantone e una croce rossa decussata in un piccolo quadrato bianco al battente. Nella vecchia versione il tricolore francese è più piccolo e al battente c'è una grossa croce patente bianca. È chiamata "bandiera di Uvéa", uno dei tre regni che formano le isole di Wallis e Futuna.

## Galleria d'immagini

La bandiera locale non ufficiale
La vecchia bandiera locale
La bandiera del regno di Uvea
La bandiera del regno di Alo
La bandiera del regno di Sigave